# Grupo de Puebla
El Grupo de Puebla es un foro político y académico integrado por representantes de la izquierda política latinoamericana y europea meridional que fue fundado el 14 de julio de 2019 en la ciudad mexicana de Puebla. De acuerdo a sus fundadores, el objetivo principal es articular ideas, modelos productivos, programas de desarrollo y políticas de Estado de carácter progresista.
Está compuesto por 64 líderes y lideresas progresistas de dieciocho países de Iberoamérica, entre ellos dos Presidentes en ejercicio y diez Expresidentes.  Además, cuenta con el Consejo Latinoamericano de justicia y democracia (CLAJUD), su espacio jurídico que cuenta con una veintena de abogados, juristas y profesionales; el Grupo Parlamentario, una red de legisladores en ejercicio, y el Centro de Estudios Sociales y Políticos (CESP), con académicos que colaboran en la producción de documentos y nutrir teóricamente los debates. 

## Historia
El 12 de julio de 2019 y durante tres días consecutivos más de treinta líderes políticos del mundo se reunieron en el Encuentro Latinoamericano ProgresivaMente, realizado en la Ciudad de Puebla, México.

## Encuentros
Desde su oficialización en la ciudad de Puebla, el grupo ha tenido 9 encuentros en las ciudades de Buenos Aires, Ciudad de México, Santa Marta y México.
| N.º | Localización                | Fecha                                        | Participantes            |
| --- | --------------------------- | -------------------------------------------- | ------------------------ |
| 1   | Puebla, México              | 12, 13 y 14 de julio de 2019                 | 30 líderes de 10 países  |
| 2   | Buenos Aires, Argentina     | 8, 9 y 10 de noviembre de 2019               | 32 líderes de 12 países  |
| 3   | Encuentro Virtual           | 10 de abril de 2020                          | 31 líderes de 12 países  |
| 4   | Encuentro Virtual, Chile    | 24 de abril de 2020                          | 30 líderes de 11 países  |
| 5   | Encuentro Virtual, Colombia | 15 de mayo de 2020                           | 44 líderes de 13 países  |
| 6   | Encuentro Virtual           | 10 de julio de 2020                          | 60 líderes de 14 países  |
| 7   | Ciudad de México, México    | 29, 30 de noviembre y 1 de diciembre de 2021 | 200 líderes de 19 países |
| 8   | Santa Marta, Colombia       | 10 y 11 de noviembre de 2022                 | 150 líderes de 18 países |
| 9   | Puebla, México              | 1, 2 y 3 de octubre de 2023                  | 200 líderes de 21 países |

## Participantes
El Grupo de Puebla está compuesto por 64 fundadores de 18 países de Iberoamérica. Entre sus participantes destacan 2 Presidentes en ejercicio: Luiz Inácio Lula da Silva de Brasil y Luis Arce del Estado Plurinacional de Bolivia. Además, también son parte los expresidentes José "Pepe" Mujica, de Uruguay; Dilma Rousseff, de Brasil; Ernesto Samper, de Colombia; Rafael Correa, de Ecuador; José Luis Rodríguez Zapatero, de España; Evo Morales, de Bolivia; Fernando Lugo, de Paraguay; Leonel Fernández, de República Dominicana; Martín Torrijos, de Panamá, y Manuel Zelaya, de Honduras.
También lo integran el ex presidente de Argentina, Alberto Fernández; la canciller mexicana Alicia Barcena; y la exministra de igualdad de España, Irene Montero. Fernando Haddad en Brasil, Marco Enríquez-Ominami en Chile, Clara López Obregón en Colombia, Andrés Arauz en Ecuador, Hugo Martínez en El Salvador, Cuautémoc Cárdenas en México, Verónika Mendoza en Perú y Daniel Martínez en Uruguay.
| País                    | Integrante                                | Rol                                                                     |
| ----------------------- | ----------------------------------------- | ----------------------------------------------------------------------- |
| Argentina               | Alberto Fernández                         | ExPresidente                                                            |
| Argentina               | Cristina Fernández                        | ExPresidenta                                                            |
| Argentina               | Jorge Taiana                              | ExMinistro de Defensa                                                   |
| Argentina               | Victoria Tolosa Paz                       | ExMinistra de Desarrollo Social                                         |
| Argentina               | Daniel Scioli                             | ExEmbajador                                                             |
| Argentina               | Elizabeth Gómez Alcorta                   | Exministra                                                              |
| Argentina               | Julián Domínguez                          | Exministro                                                              |
| Argentina               | Carlos Tomada                             | ExEmbajador                                                             |
| Argentina               | Roberto Manuel Carlés                     | ExEmbajador                                                             |
| Argentina               | Felipe Solá                               | Exministro                                                              |
| Argentina               | Cecilia Nicolini                          | Exsecretaria para el Cambio Climático                                   |
| Argentina               | Oscar Laborde                             | Parlamentario del Mercosur                                              |
| Argentina               | Eduardo Valdés                            | Diputado                                                                |
| Argentina               | Vanesa Siley                              | Diputada                                                                |
| Argentina               | Damián Loreti                             | Abogado                                                                 |
| Argentina               | Eugenio Raúl Zaffaroni                    | Jurista                                                                 |
| Argentina               | Pedro Brieger                             | Periodista                                                              |
| Argentina               | Silvina Romano                            | Historiadora                                                            |
| Argentina               | Juan Martín Mena                          | Abogado - ex Viceministro                                               |
| Bolivia                 | Luis Arce                                 | Presidente                                                              |
| Bolivia                 | David Choquehuanca                        | Vicepresidente                                                          |
| Bolivia                 | Evo Morales                               | Expresidente                                                            |
| Bolivia                 | Álvaro García Linera                      | Exvicepresidente                                                        |
| Bolivia                 | Rogelio Mayta                             | Ministro de Relaciones Exteriores                                       |
| Bolivia                 | María Nela Prada                          | Ministra de la Presidencia                                              |
| Bolivia                 | Sabina Orellana                           | Ministra de Culturas, Descolonización y Despatriarcalización de Bolivia |
| Bolivia                 | Adriana Salvatierra                       | Exsenadora                                                              |
| Bolivia                 | Sonia Brito                               | Exministra                                                              |
| Bolivia                 | Betty Yañiquez                            | Diputada                                                                |
| Bolivia                 | Jaime Quiroga Carvajal                    | Abogado                                                                 |
| Brasil                  | Lula Da Silva                             | Presidente                                                              |
| Brasil                  | Dilma Rousseff                            | Expresidenta                                                            |
| Brasil                  | Fernando Haddad                           | Ministro de Hacienda                                                    |
| Brasil                  | Marina Silva                              | Ministra de Medio Ambiente y Cambio Climático                           |
| Brasil                  | Celso Amorim                              | Asesor internacional del gobierno                                       |
| Brasil                  | Aloizio Mercadante                        | Exministro                                                              |
| Brasil                  | Gleisi Hoffmann                           | Presidenta del PT y Diputada                                            |
| Brasil                  | Cida Gonçalves                            | Ministra de las Mujeres                                                 |
| Brasil                  | Sônia Guajajara                           | Ministra de Pueblos Indígenas                                           |
| Brasil                  | Humberto Costa                            | Senador                                                                 |
| Brasil                  | Jandira Feghali                           | Diputada                                                                |
| Brasil                  | Camila Jara                               | Diputada                                                                |
| Brasil                  | Marcelo Freixo                            | Diputado                                                                |
| Brasil                  | Juárez Tavares                            | Abogado                                                                 |
| Brasil                  | Carol Proner                              | Abogada                                                                 |
| Brasil                  | Pedro Serrano                             | Abogado                                                                 |
| Brasil                  | Gisele Cittadino                          | Jurista                                                                 |
| Brasil                  | Charlotth Back                            | Jurista                                                                 |
| Brasil                  | José Eduardo Cardozo                      | Abogado                                                                 |
| Brasil                  | Gisele Ricobom                            | Abogada                                                                 |
| Brasil                  | Larissa Ramina                            | Abogada                                                                 |
| Brasil                  | Ricardo Lodi Ribeiro                      | Rector de la UERJ                                                       |
| Chile                   | Gabriel Boric                             | Presidente                                                              |
| Chile                   | Michelle Bachelet                         | Expresidenta                                                            |
| Chile                   | Marco Enríquez-Ominami                    | Coordinador y excandidato presidencial                                  |
| Chile                   | Antonia Orellana                          | Ministra de la Mujer y la Equidad de Género                             |
| Chile                   | José Miguel Insulza                       | Senador                                                                 |
| Chile                   | Karol Cariola                             | Diputada                                                                |
| Chile                   | Daniella Cicardini                        | Diputada                                                                |
| Chile                   | Alejandro Navarro                         | Exsenador                                                               |
| Chile                   | Carlos Ominami                            | Exsenador                                                               |
| Chile                   | Alondra Arellano                          | Ex Presidenta de Convergencia Social                                    |
| Chile                   | Beatriz Sánchez                           | Periodista y Embajadora                                                 |
| Chile                   | Camilo Lagos Miranda                      | Economista                                                              |
| Chile                   | Harold Correa                             | Abogado                                                                 |
| Chile                   | Claudio Nash                              | Abogado                                                                 |
| Colombia                | Gustavo Petro                             | Presidente                                                              |
| Colombia                | Francia Márquez                           | Vicepresidenta y Ministra de la Igualdad y la Equidad                   |
| Colombia                | Ernesto Samper                            | Expresidente                                                            |
| Colombia                | Clara López Obregón                       | Senadora                                                                |
| Colombia                | Iván Cepeda                               | Senador                                                                 |
| Colombia                | Antonio Sanguino                          | Senador                                                                 |
| Colombia                | María José Pizarro                        | Senadora                                                                |
| Colombia                | Carlos Caicedo                            | Gobernador                                                              |
| Colombia                | Susana Muhamad                            | Ministra de Ambiente y Desarrollo Sostenible                            |
| Colombia                | Ángela Robledo                            | Exrepresentante                                                         |
| Colombia                | Alfredo Beltrán Sierra                    | Abogado                                                                 |
| Colombia                | Lina Mejía Torres                         | Abogada                                                                 |
| Costa Rica              | Luis Guillermo Solís                      | Expresidente                                                            |
| Costa Rica              | Patricia Mora Castellanos                 | Exministra                                                              |
| Costa Rica              | José María Villalta                       | Exdiputado                                                              |
| Cuba                    | Bruno Rodríguez Parrilla                  | Ministro de Relaciones Exteriores                                       |
| República Dominicana    | Leonel Fernández                          | Expresidente                                                            |
| República Dominicana    | Franklin Rodríguez                        | Senador                                                                 |
| República Dominicana    | Lourdes Aybar Dionisio                    | Diputada                                                                |
| Ecuador                 | Rafael Correa                             | Expresidente                                                            |
| Ecuador                 | Marcela Aguiñaga                          | Presidenta de RC                                                        |
| Ecuador                 | Andrés Arauz                              | Exministro                                                              |
| Ecuador                 | Guillaume Long                            | Exministro                                                              |
| Ecuador                 | Ricardo Patiño                            | Exministro                                                              |
| Ecuador                 | Gabriela Rivadeneira                      | Exasambleísta                                                           |
| Ecuador                 | Paola Pabón                               | Prefecta                                                                |
| Ecuador                 | Pabel Muñoz                               | Asambleísta                                                             |
| Ecuador                 | Esther Cuesta Santana                     | Asambleísta                                                             |
| Ecuador                 | Ricardo Ulcuango                          | Asambleísta                                                             |
| Ecuador                 | Adoración Guamán Hernández                | Jurista                                                                 |
| Ecuador                 | Virgilio Hernández                        | Abogado                                                                 |
| Ecuador                 | Jaime Quiroga                             | Abogado                                                                 |
| El Salvador             | Karina Sosa                               | Presidenta del FMLN                                                     |
| El Salvador             | Hugo Martínez                             | Exministro                                                              |
| El Salvador             | Anabel Belloso                            | Diputada                                                                |
| España                  | Pedro Sánchez                             | Presidente del Gobierno                                                 |
| España                  | Yolanda Díaz                              | Vicepresidenta Segunda y Ministra de Trabajo y Economía Social          |
| España                  | José Luis Rodríguez Zapatero              | Expresidente del Gobierno                                               |
| España                  | Irene Montero                             | Exministra de Igualdad                                                  |
| España                  | Enrique Santiago                          | Diputado y Secretario General del PCE                                   |
| España                  | Javier López Fernández                    | Eurodiputado y Vicepresidente del Parlamento Europeo                    |
| España                  | Adriana Lastra                            | Exdiputada                                                              |
| España                  | Gerardo Pisarello Prados                  | Diputado y Secretario del Congreso de los Diputados                     |
| España                  | Pilar Cancela Rodríguez                   | Diputada y Secretaria de Estado de Migraciones                          |
| España                  | Baltazar Garzón                           | Jurista                                                                 |
| España                  | María José Fariñas Dulce                  | Jurista                                                                 |
| Guatemala               | Ana Isabel Prera                          | Exministra                                                              |
| Honduras                | Manuel Zelaya                             | Expresidente                                                            |
| Honduras                | Xiomara Zelaya                            | Diputada                                                                |
| Honduras                | Fanny Salinas Fernández                   | Diputada del Parlacen                                                   |
| Italia                  | Pepe Provenzano                           | Diputado                                                                |
| México                  | Claudia Sheinbaum                         | Presidenta                                                              |
| México                  | Marcelo Ebrard                            | Secretario de Economía                                                  |
| México                  | Alicia Bárcena Ibarra                     | Secretaria de Medio Ambiente                                            |
| México                  | Mario Delgado Carrillo                    | Secretario de Educación Pública                                         |
| México                  | Citlalli Hernández                        | Presidenta del Instituto Nacional de las Mujeres                        |
| México                  | Lázaro Cárdenas Batel                     | Jefe de Oficina de la Presidencia                                       |
| México                  | Luisa María Alcalde Luján                 | Presidenta de Morena                                                    |
| México                  | Nadine Gasman                             | Secretaria de Salud de la Ciudad de México                              |
| México                  | Martha Lucía Mícher Camarena              | Senadora                                                                |
| México                  | Yeidckol Polevnsky                        | Senadora                                                                |
| México                  | Cuauhtémoc Cárdenas Solórzano             | Exsenador                                                               |
| México                  | Beatriz Paredes Rangel                    | Exsenadora                                                              |
| México                  | Carlos Sotelo García                      | Exsenador                                                               |
| México                  | Zoé Robledo Aburto                        | Exsenador                                                               |
| México                  | Tatiana Clouthier                         | Exsecretaria de Economía                                                |
| México                  | Maximiliano Reyes                         | Exdiputado                                                              |
| México                  | Esther Burgos                             | Abogada                                                                 |
| Nicaragua               | Gioconda Belli                            | Poeta y Novelista                                                       |
| Nicaragua               | Dora María Téllez                         | Historiadora                                                            |
| Nicaragua               | Victor Hugo Tinoco                        | Exembajador                                                             |
| Panamá                  | Martín Torrijos                           | Expresidente                                                            |
| Panamá                  | Milciades Concepción                      | Ministro de Ambiente                                                    |
| Panamá                  | Rubén Blades                              | Exministro                                                              |
| Paraguay                | Fernando Lugo                             | Expresidente                                                            |
| Paraguay                | Esperanza Martínez                        | Senadora                                                                |
| Paraguay                | Carlos Filizzola                          | Presidente del Frente Guasú                                             |
| Paraguay                | Jorge Querey                              | Senador                                                                 |
| Paraguay                | Emilio Camacho                            | Jurista                                                                 |
| Perú                    |                                           |                                                                         |
| Verónika Mendoza        | Ex congresista y excandidata presidencial |                                                                         |
| Aída García-Naranjo     | Exministra                                |                                                                         |
| Mirtha Vásquez          | Exministra                                |                                                                         |
| Claudia Dávila          | Exministra                                |                                                                         |
| Wilbert Rozas           | Exministro                                |                                                                         |
| Ruth Luque              | Congresista                               |                                                                         |
| Rocío Silva-Santisteban | Excongresista                             |                                                                         |
| Lenin Checco Chauca     | Excongresista                             |                                                                         |
| Portugal                | Francisco André                           | Secretario de Estado y Vicepresidente del PSE                           |
| Portugal                | María Manuel Leitão Marqués               | Eurodiputada                                                            |
| Uruguay                 | José Mujica                               | Expresidente                                                            |
| Uruguay                 | Daniel Martínez                           | Exministro                                                              |
| Uruguay                 | Alejandro Sánchez                         | Senador                                                                 |
| Uruguay                 | Carolina Cosse                            | Intendenta                                                              |
| Uruguay                 | Yamandú Orsi                              | Intendente                                                              |
| Uruguay                 | Rafael Michelini                          | Exsenador                                                               |
| Uruguay                 | Mónica Xavier                             | Exsenadora                                                              |
| Uruguay                 | Juan Castillo                             | Exsenador                                                               |
| Uruguay                 | Fernando Pereira Kosec                    | Presidente del Frente Amplio                                            |
| Uruguay                 | Cristina Lustemberg                       | Representante                                                           |
| Venezuela               | Delcy Rodríguez                           | Vicepresidenta                                                          |
| Venezuela               | Jorge Rodríguez Gómez                     | Presidente de la Asamblea Nacional de Venezuela y Exvicepresidente      |

### En el gobierno
Los siguientes países están siendo gobernados por miembros del Grupo de Puebla:
- Bolivia - Luis Arce
- Brasil - Lula da Silva
- Chile - Gabriel Boric
- Colombia - Gustavo Petro
- España - Pedro Sánchez
- Guatemala - Bernardo Arévalo
- Honduras - Xiomara Castro
- México - Claudia Sheinbaum Pardo
- Uruguay - Yamandú Orsi